# 卡斯特里略德卡夫雷拉
卡斯特里略德卡夫雷拉，是西班牙卡斯蒂利亚-莱昂莱昂省的一个市镇。 总面积116平方公里，总人口177人（001年），人口密度每平方公里2人。